# Ana Xylaloe
Ana Xylaloe (grčki Άννα) bila je trapezuntska carica kao supruga cara Manuela I. Trapezuntskog.
Njezino prezime na grčkom znači „Lignum aquila“ (aguru).
Ana i Manuel su bili roditelji cara Andronika II. Trapezuntskog.